# Facundo Colidio
Facundo Colidio (* 4. Januar 2000 in Rafaela) ist ein argentinisch-italienischer Fußballspieler, der aktuell bei River Plate unter Vertrag steht. 2020 wurde er für den Golden Boy nominiert.

## Karriere
Colidio war Jugendspieler von den argentinischen Vereinen Atlético de Rafaela und Boca Juniors, bevor er 2017 für 9,5 Millionen Euro Ablöse zur U19-Mannschaft von Inter Mailand wechselte. Zur Saison 2019/20 wurde er an VV St. Truiden verliehen, wo er am 25. September 2019 sein Profidebüt im Belgischen Fußballpokal beim 2:0-Heimsieg gegen Oud-Heverlee Löwen gab, als er in der 91. Spielminute für Hamza Masoudi eingewechselt wurde. Am 5. Oktober 2019 gab er sein Debüt in der Division 1A bei der 4:0-Auswärtsniederlage gegen KV Kortrijk, bei der er in der 77. Spielminute für Alexandre De Bruyn eingewechselt wurde.
Am 15. Juni 2020 wurde Colidio für den Golden Boy 2020 nominiert. In seiner ersten Saison bei St. Truiden kam er auf zwölf Ligaeinsätze und ein Tor. Zudem wurde er dreimal in der Reserve eingesetzt und erzielte dabei zwei Treffer. Nachdem er 2022 von Inter Mailand an den argentinischen Club CA Tigre verliehen worden war, wechselte er im Juli 2023 zu River Plate.

## Privates
Colidio besitzt neben seinem argentinischen Pass auch einen italienischen Pass.